# McDonnell Douglas F/A-18 Hornet
L'F/A-18 Hornet è un cacciabombardiere di costruzione statunitense. Costruito dalla McDonnell Douglas a seguito di una richiesta della US Navy, è uno degli aerei più versatili attualmente in servizio: infatti è stato appositamente progettato per coprire il ruolo di aereo da caccia, da attacco al suolo, da supporto aereo ravvicinato, da bombardamento tattico, ricognizione e controllo aereo avanzato. Grazie alla capacità di coprire tutti questi ruoli è un ottimo aereo imbarcato; il suo grande difetto (originario) però è lo scarso raggio d'azione,  corretto nella nuova versione F/A-18E. Il progetto è ora seguito dalla Boeing dopo aver acquisito la McDonnell Douglas nel 1997.

## Sviluppo
Le origini dell'Hornet risalgono agli anni settanta. La US Navy contava di acquistare la versione navalizzata del nuovo LWF (Light Weight Fighter) come aereo complementare all'F-14 Tomcat e come sostituto dei vecchi F-4 Phantom e A-7 Corsair II. Quando il concorso per il LWF fu vinto dal F-16, la Marina degli Stati Uniti d'America preferì prendere in considerazione il perdente Northrop YF-17 in virtù dei suoi due motori. Tuttavia questa scelta comportò dei problemi: il prototipo era piccolo pur essendo bimotore (si riteneva che gli aerei imbarcati dovessero avere due motori per maggiore sicurezza) e la Northrop non aveva abbastanza esperienza nella costruzione di aerei imbarcati. La Northrop quindi si alleò con la McDonnell Douglas che godeva di maggiore esperienza nella costruzione di aerei per la Marina (come l'F-4) e sviluppò due prototipi diversi: l'F-18 da caccia e l'A-18 da attacco. In seguito a problemi logistici i due progetti furono fusi in un unico aeroplano che prese la denominazione di F/A-18.
Il primo volo avvenne il 18 novembre 1978 e il primo aereo di serie (denominato F/A-18A nella versione monoposto e F/A-18B in quella biposto) fu consegnato nel maggio 1980.
Nel 1987 volò la versione migliorata F/A-18C (e F/A-18D nella versione biposto): disponeva di radar e avionica aggiornati e poteva portare nuovi missili come l'AIM-120 Amraam, l'AGM-65 Maverick e l'AGM-84 Harpoon. Montava inoltre i nuovi seggiolini eiettabili della Martin-Baker e un sistema di protezione da attacchi elettronici. I modelli consegnati dal 1989 montavano nuovi sistemi per l'attacco notturno (come il sistema di navigazione termico Hughes AN/AAR-50, il sistema FLIR Loral AN/AAS-38 Nite Hawk e occhiali per la visione notturna), nuovi schermi multifunzione MFD e una mappa mobile a colori.

## Prestazioni e caratteristiche
L'F/A-18 è un aereo bimotore estremamente agile: questo perché dispone di un'ottima spinta, del sistema di volo digitale fly-by-wire e del LERX (Leading Edge Root Extensions). Il LERX è l'estensione del bordo di attacco dell'ala ed è in grado di generare, durante le manovre ad alto angolo d'attacco, forte turbolenza che ritarda il distacco dello strato limite sul dorso alare, causante lo stallo. Anche le derive di coda sono realizzate per diminuire al massimo le turbolenze, garantendo la manovrabilità del velivolo anche con forti angoli d'attacco; inoltre sono progettate per sopportare danni in combattimento, in modo che l'Hornet possa tornare alla base anche con una sola di esse funzionante.
Nonostante sia un efficace caccia, non raggiunge elevate velocità (massimo mach 1,8) a causa del tipo di prese dinamiche; a velocità inferiori è però in grado di superare in virata quasi tutti gli aerei statunitensi. Il carrello è estremamente robusto per sopportare gli appontaggi, le ali sono ripiegabili per risparmiare spazio sui ponti di volo e l'abitacolo è dotato di schermi polifunzionali MFD e di un avanzato HUD (Head-Up Display). La sua sezione radar è pari a 1 metro quadrato.
L'Hornet può svolgere diversi compiti all'interno di una stessa missione: può essere armato per gli attacchi a obiettivi di superficie e, una volta sganciate le armi, può svolgere missioni da caccia con il suo armamento aria-aria. Questo perché all'interno dell'abitacolo è presente un pulsante che permette di cambiare rapidamente la modalità di utilizzo del radar: da aria-terra ad aria-aria. L'Hornet è molto popolare ed apprezzato tra i suoi piloti proprio perché questa caratteristica lo rende in grado di difendersi da solo, anche quando la sua missione primaria non è la caccia.
Durante la fase di progettazione è stata attribuita molta importanza alla manutenibilità: l'F18 richiede la metà del tempo necessario agli altri aerei della Marina per effettuare la manutenzione e la probabilità di rottura dei suoi componenti è tre volte inferiore. Ad esempio, il motore può essere facilmente smontato perché è fissato alla fusoliera in soli dieci punti, mentre su altri aerei è necessario addirittura smontare la coda.

## Versioni
A e C versioni monoposto;

B e D versioni biposto;

A e B versioni prodotte dal 1980;

C e D versioni prodotte dal 1987.
Elenco versioni:
- YF-17 - 2 - prototipi/dimostratori Northrop

subtotale: 2
- F/A-18A - 9 - prototipi
- F/A-18A - 370 - USN-USMC
- F/A-18A - 98 - Canada come "CF-18A" o "CF-188A"
- F/A-18A - 57 - Australia come "AF-18A"
- F/A-18A - 60 - Spagna e 24 ex-USN "F/A-18A"; come "EF-18A" o "C.15"

subtotale: 594
- F/A-18B - 2 - prototipi
- F/A-18B - 40 - USN-USMC
- F/A-18B - 40 - Canada come "CF-18B" o "CF-188B"
- F/A-18B - 18 - Australia come "ATF-18A"
- F/A-18B - 12 - Spagna come "EF-18B" o "CE.15"

subtotale: 112
- F/A-18C - 466 - USN-USMC
- F/A-18C - 32 - Kuwait come "KAF-18C"
- F/A-18C - 26 - Svizzera
- F/A-18C - 57 - Finlandia

subtotale: 581
- F/A-18D - 161 - USN-USMC
- F/A-18D - 8 - Kuwait come "KAF-18D"
- F/A-18D - 8 - Svizzera
- F/A-18D - 7 - Finlandia
- F/A-18D - 8 - Malaysia (non ha acquistato nessun monoposto)

subtotale: 192
TOTALE: 1.479 (non conteggiati i due dimostratori "YF-17")

### F/A-18A e B Hornet
L'F/A-18A Hornet è la prima versione di serie monoposto (o biposto da addestramento nel caso della versione B) di questo prestigioso caccia multiruolo, e può equipaggiare missili aria-terra AGM-84 Harpoon, AGM-65E Maverick, AGM-88 HARM e AGM-62 Walleye. Questo aeroplano era anche equipaggiato con i designatori laser AN/AAS-38 Nite Hawk e AN/ASQ-173 per bersagli a terra. La versione B è utilizzata principalmente per missioni di addestramento, ma siccome mantiene la completa capacità operativa della versione monoposto A (con un'unica differenza del 6% in meno del carburante interno), può essere utilizzata allo stesso modo della versione monoposto.
Nel 1992 il radar originale Hughes AN/APG-65 venne rimpiazzato con un radar più veloce e efficace, il Raytheon AN/APG-73. Questo aggiornamento del radar permise ai modelli A e B di equipaggiare i missili aria-aria AIM-120 AMRAAM, e vennero classificati come F/A-18A+ (F/A-18B+ per la versione biposto).

### F/A-18C e D Hornet
L'F/A-18C Hornet è la versione aggiornata della precedente A di serie monoposto (versione D per quella biposto da addestramento). La versione D può essere utilizzata per missioni da addestramento o come caccia ognitempo. La cabina di pilotaggio posteriore può essere configurata per un addetto ai sistemi d'arma. L'F/A-18D è principalmente utilizzato dai Marines per missioni di attacco aereo notturno.
I modelli C e D sono frutto di un aggiornamento nel 1987, che comprese aggiornamenti al radar, alle avioniche e alla possibilità di operare con nuovi missili, come l'AIM-120 AMRAAM, l'AGM-84E SLAM, l'AGM-84H SLAM-ER e l'AGM-65F Maverick. In queste versioni cambiarono anche i seggiolini eiettabili, dunque misero i più moderni Martin Baker NACES (Navy Aircrew Common Ejection Seat). Un altro aggiornamento fu l'aggiunta di un jammer. In questa versione diedero al pilota la possibilità di eseguire scansioni radar ad apertura sintetica in condizioni di bassa visibilità. Migliorarono anche la capacità di operazioni notturne, aggiungendo il supporto per il pod di navigazione notturna AN/AAR-50, il pod di acquisizione dei bersagli AN/AAS-38A Nite Hawk, il supporto di visori notturni, due display multifunzione a colori e una mappa a colori situata dietro alla cloche.
In più, 60 F/A-18D vennero modificati per poter compiere operazioni di ricognizione aerea. Ciò è stato possibile rimuovendo il cannone M61 Vulcan e mettendo al suo posto un kit ATARS, comprendente sensori elettro-ottici.
Nel 1992 vennero aggiornati i motori, e vennero messi degli F404-GE-402, con il 10% di spinta statica in più dei precedenti. Nel 1993 venne aggiornato il pod AAS-38A NITE Hawk con l'aggiunta di un designatore laser, per permettergli di marcare i bersagli senza l'ausilio di altri pod. Il successivo AAS-38B presentava invece la possibilità di attaccare bersagli marcati da altri aeroplani.
La produzione dei modelli C e D finì nel 2000. L'ultimo F/A-18C venne assemblato in Finlandia e venne assegnato all'aeronautica finlandese. L'ultimo F/A-18D venne consegnato ai Marines nell'Agosto 2000.

### F/A-18E e F Super Hornet (o SuperBug / Rhino)
La monoposto F/A-18E e la biposto F/A-18F, nominate ufficialmente Super Hornet e ufficiosamente dagli operatori SuperBug (Rhino per le varianti biposto), portano il nome e il concetto delle versioni originali Hornet (le versioni A, B, C e D trattate in precedenza), ma riprogettate dalla McDonnell Douglas. Esse sono entrate in produzione dal 1995, e sono in servizio dal 1999. I cambiamenti sono molti, a partire dalla superficie dell'airframe ingrandita del 25%, prese d'aria più larghe e rettangolari, l'ingrandimento degli slat sulla parte ripiegabile delle ali e i nuovi motori F414, variante finale dei tradizionali F404. Inoltre i Super Hornet hanno subito variazioni anche nelle avioniche, sostituendo il tastierino dell'UFC con un quarto display multifunzione touch screen, sostituendo il vecchio pannello IFEI (Integrated Fuel/Engine Indicator) con un altro display e cambiando disposizioni di alcuni pannelli e tasti, come il pannello della guerra elettronica, il pannello dell'RWR, il selettore di ripiegatura delle ali, l'aggiornamento del pannello delle luci esterne e la sostituzione dei già presenti display multifunzione. Come la vecchia variante F/A-18D, la più aggiornata F/A-18F ha la possibilità di portare nel cockpit posteriore, al posto di un istruttore, un addetto ai sistemi d'arma.

### E/A-18G Growler
L'E/A-18G Growler è una versione da guerra elettronica della versione biposto Super Hornet F/A-18F, che entrò in produzione nel 2007. Il Growler ha rimpiazzato l'ormai datato EA-6B Prowler, e nel cockpit posteriore ospita un addetto alla guerra elettronica.

### Varianti proposte

#### F-18(R)
L'F-18(R) era una versione da ricognizione proposta derivata dall'F/A-18A. Essa avrebbe dovuto avere un pacchetto di sensori e videocamere al posto del cannone M61 Vulcan.

#### RF-18D
L'RF-18D era una versione da ricognizione proposta per i Marines nella metà degli anni ottanta. Era stata progettata per poter portare un pod con un radar da ricognizione. Questo progetto venne cancellato in quanto non più finanziato. Questa abilità fu poi sviluppata sulla successiva variante F/A-18D(RC).

#### TF-18A
Versione biposto da addestramento della F/A-18A, poi riprogettata come F/A-18B.

#### F-18L
L'F-18L era invece una variante proposta basata a terra, quindi senza capacità di operazioni su portaerei. Era in pratica l'F/A-18A ma con capacità di superiorità aerea, di attacco ed assemblata da Northrop. I clienti preferirono le versioni originali dell'Hornet all'F-18L. 

### Versioni sperimentali

#### F-18 HARV (High Alpha Research Vehicle)
L'F-18 HARV (High Alpha Research Vehicle) è stato un aeroplano sviluppato per la NASA per sperimentare il comportamento dell'aeroplano a un'ampia graduazione di angolo d'attacco, con l'ausilio di tecnologie di thrust vectoring, l'aggiunta di superfici portanti e la modifica del sistema di controllo del volo.

#### X-53 AAW (Active Aeroelastic Wing)
L'X-53 AAW (Active Aeroelastic Wing) è stato un F/A-18 della NASA, che è stato modificato come dimostratore della tecnologia delle ali aeroelastiche per cercare di massimizzare le performance dell'aeroplano. È stato designato come X-53 nel dicembre del 2006.

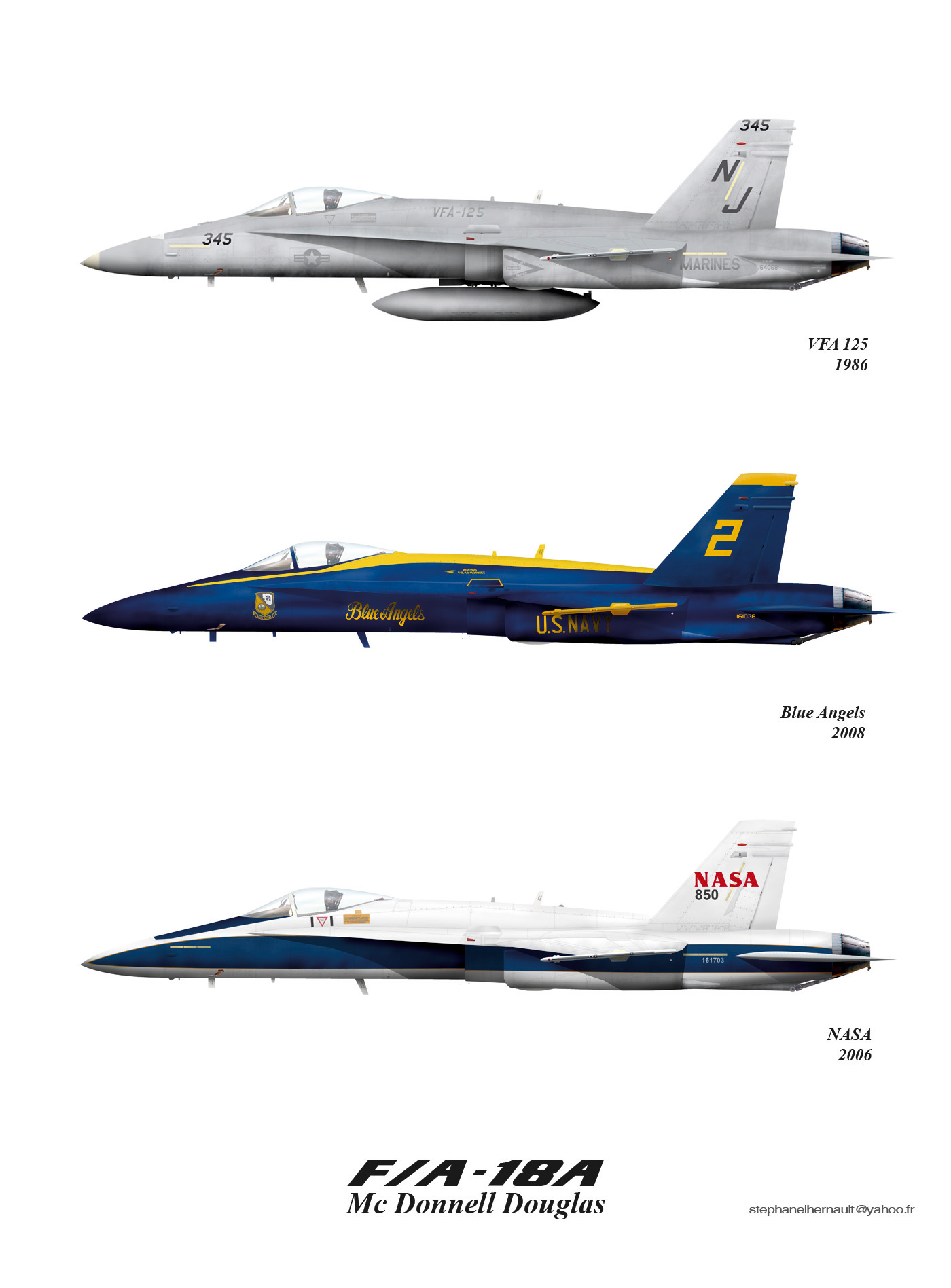
F/A-18A
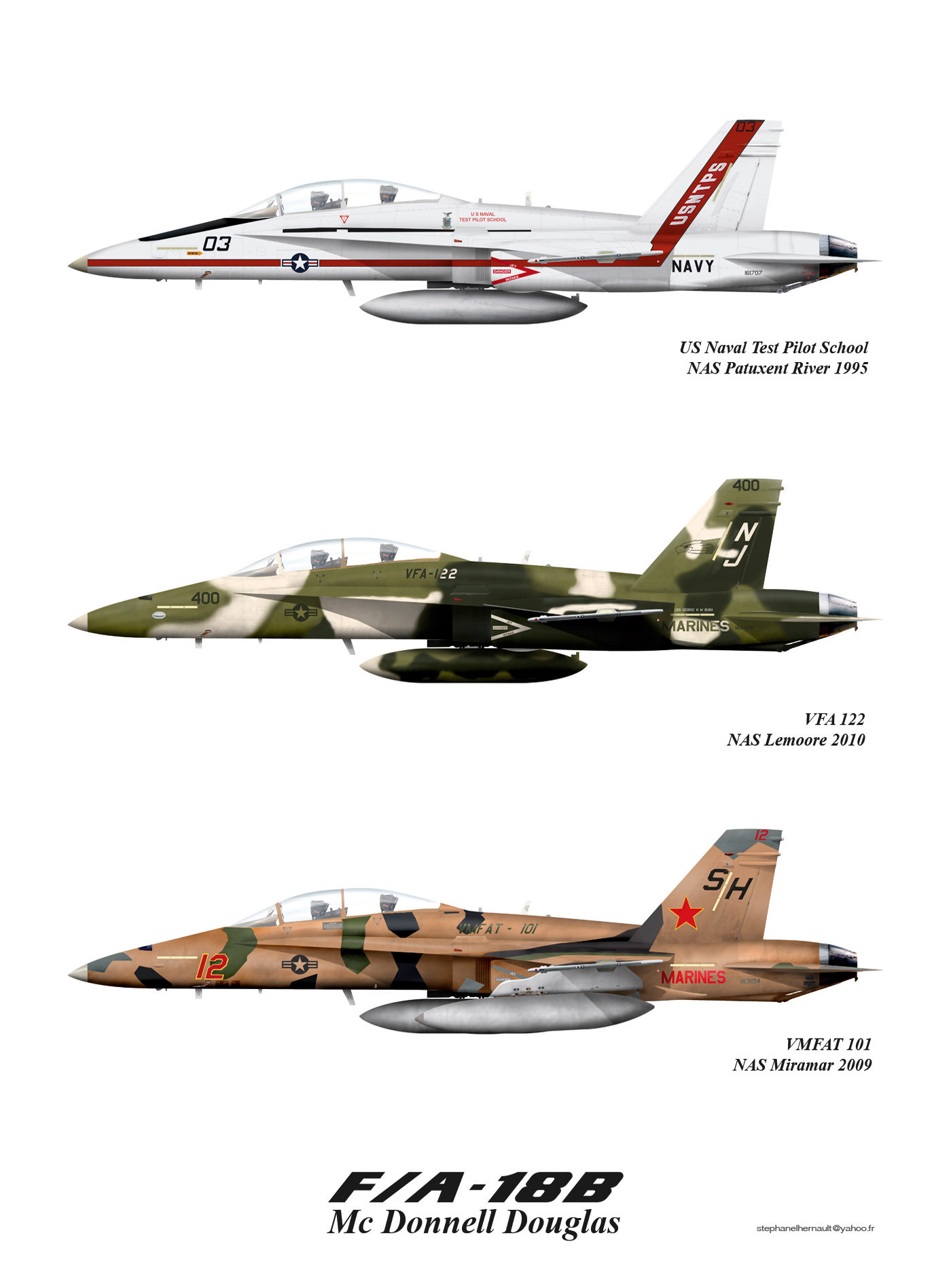
F/A-18B
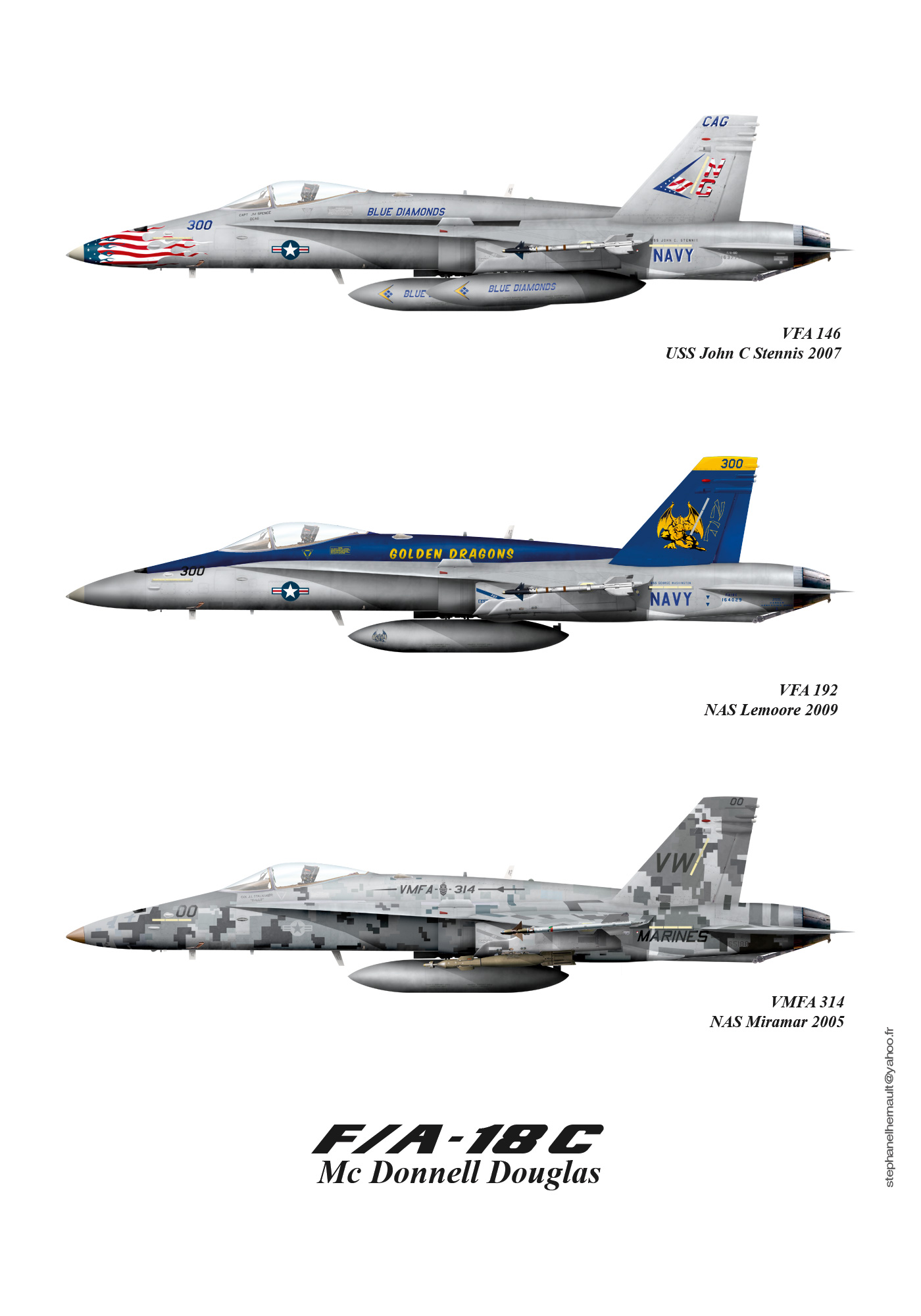
F/A-18C
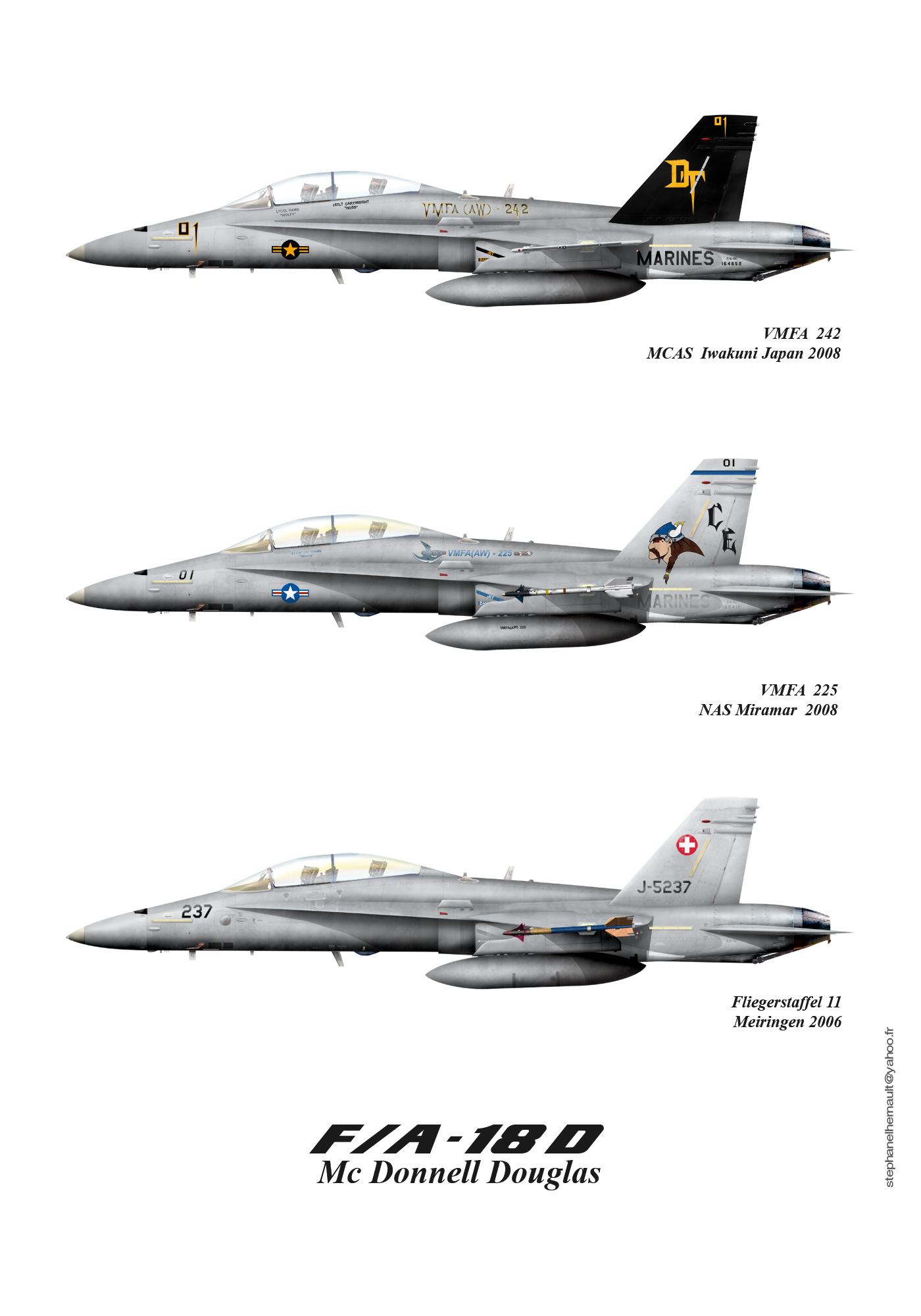
F/A-18D
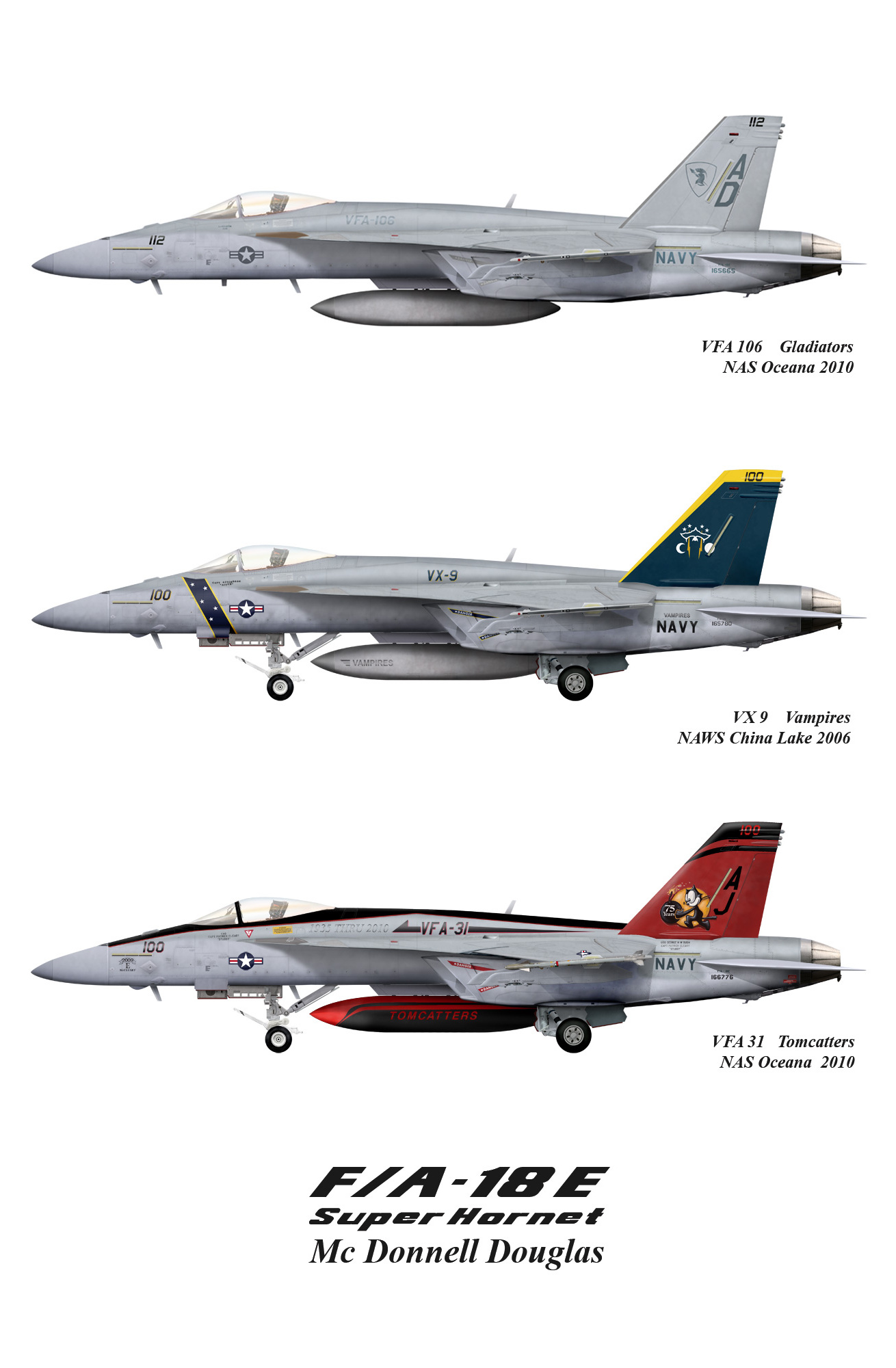
F/A-18E
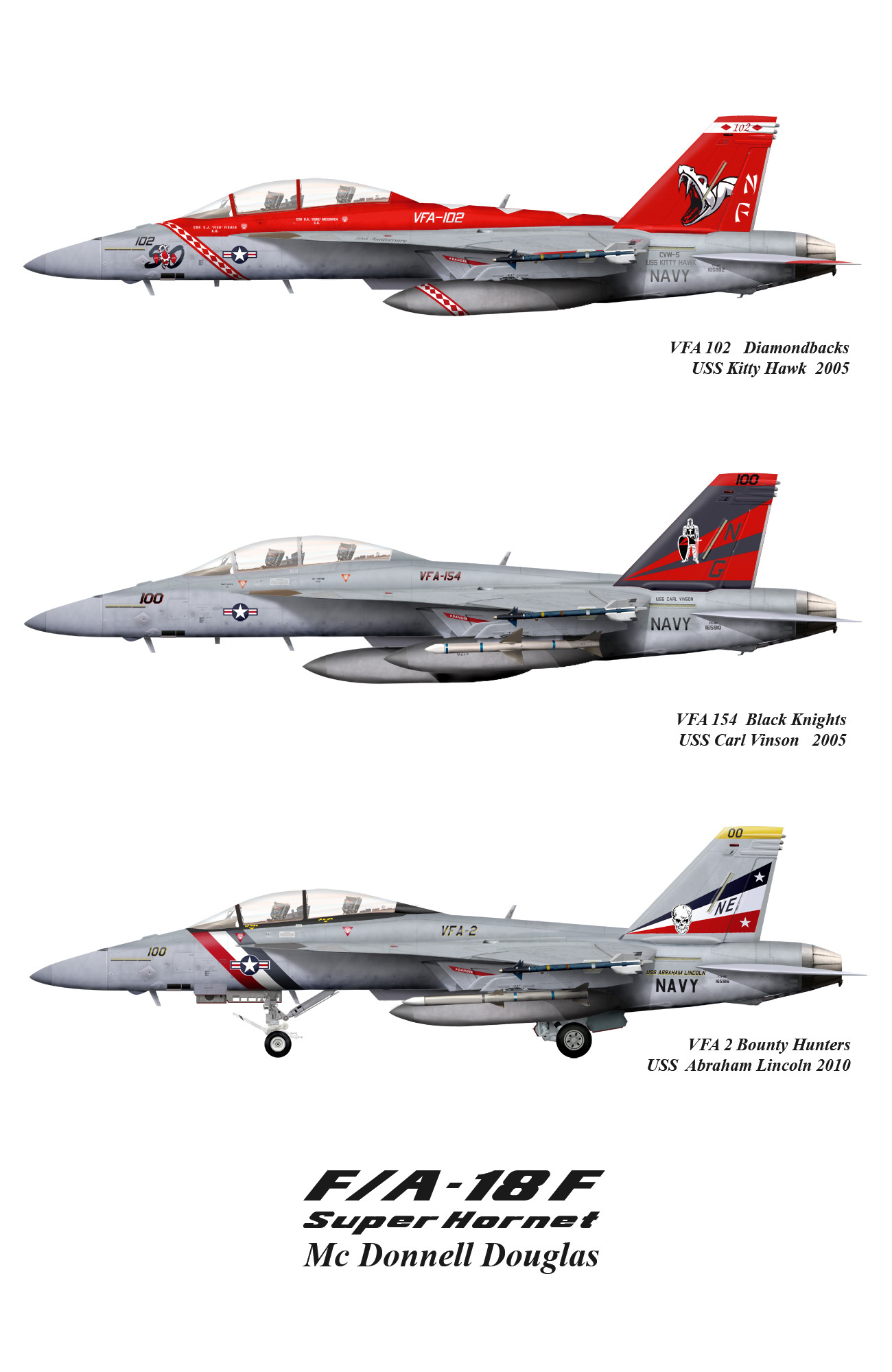
F/A-18F

## Utilizzatori

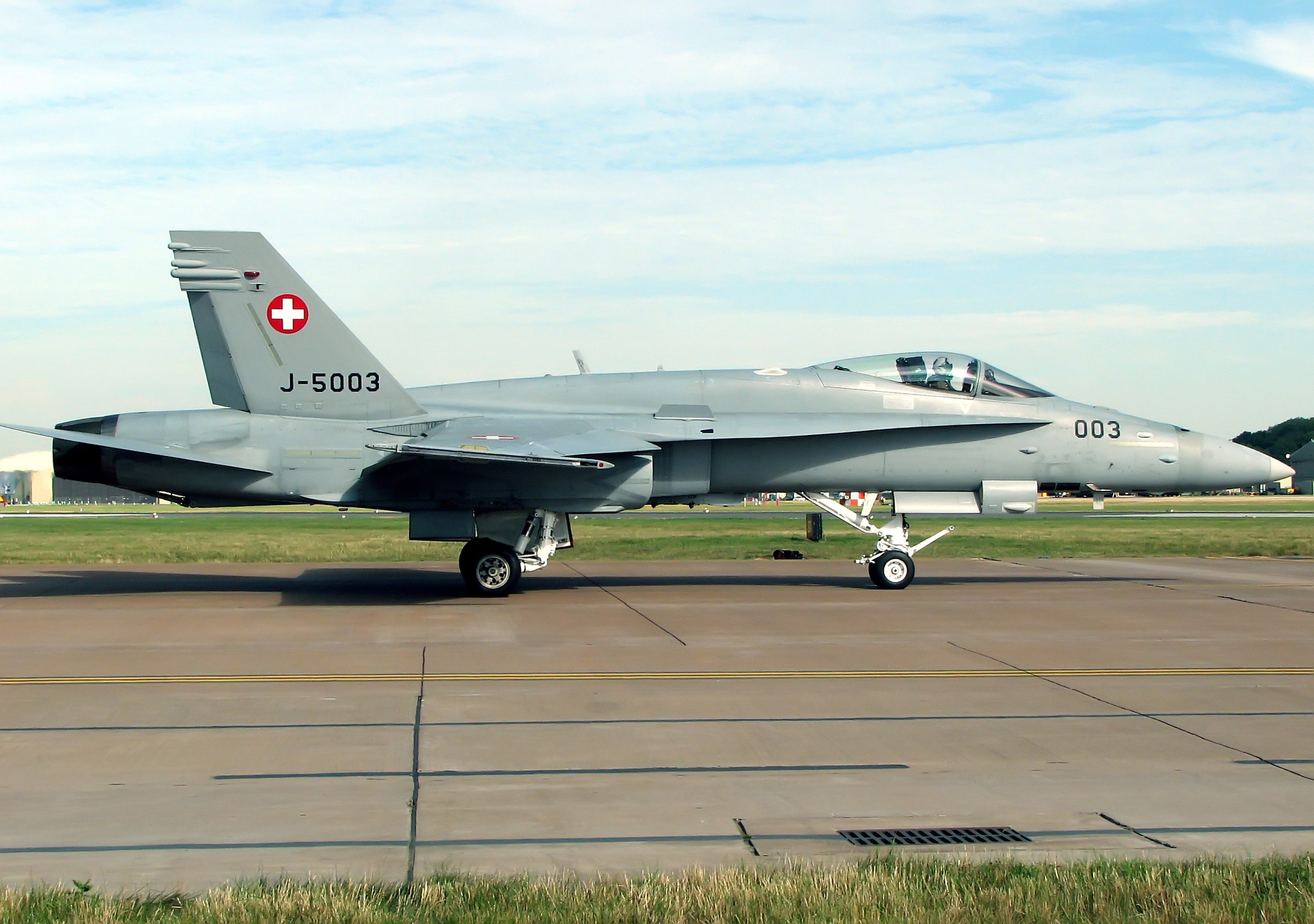
F/A-18 Hornet svizzero

Le ottime caratteristiche dell'Hornet ebbero anche un grande riscontro di mercato. I paesi che lo utilizzano sono:
 Australia
- Royal Australian Air Force
  - Air System Development and Test Wing (Edinburgh)
  - No. 1 Squadron (Amberley) (F/A-18F)
  - No. 2 Operational Conversion Unit (Williamtown) (F/A-18A/B)
  - No. 6 Squadron (Amberley) (EA-18G)
  - No. 75 Squadron (Tindal e Butterworth/Malesia) (F/A-18A/B)
  - No. 77 Squadron (Williamtown e Butterworth/Malesia) (F/A-18A/B)
  - No. 81 Squadron (Amberley) (F/A-18F)

75 consegnati a partire dal 1986. 25 F/A-18 sono stati ceduti al Canadian Forces Air Command, 18 dei quali sono stati immessi in servizio, mentre 7 utilizzati come fonti di parti di ricambio. Il 5 marzo 2020 il Dipartimento della Difesa australiano ha annunciato che 46 tra monoposto e biposto sono stati venduti alla società privata Air USA che li utilizzerà come aerei aggressor. Gli ultimi esemplari sono stati ritirati il 29 novembre 2021.

vedi Boeing F/A-18E/F Super Hornet
 Canada
- Royal Canadian Air Force
  - Aerospace Engineering Test Establishment (Cold Lake)
  - 401 Tactical Fighter Squadron (Cold Lake)
  - 409 Tactical Fighter Squadron (Cold Lake)
  - 410 Tactical Fighter (Operational Training) Squadron (Cold Lake)
  - 425 Tactical Fighter Squadron (Bagotville)
  - 433 Tactical Fighter Squadron (Bagotville)

137 consegnati (97CF-188A e 40 CF-188B). Ulteriori 25 F/A-18 usati saranno acquistati dalla RAAF, 18 dei quali saranno immessi in servizio, mentre 7 saranno utilizzati come fonti di parti di ricambio. L'ultimo dei 18 esemplari ex australiani è stato consegnato a maggio 2021.
 Finlandia
- Suomen ilmavoimat
  - Hävittäjälentolaivue 11 (Rovaniemi)
  - Hävittäjälentolaivue 31 (Kuopio/Rissala)

57 F-18C e 7 F-18D, furono consegnati tra il novembre 1995 e l'agosto 2000. Al marzo 2020 risultavano in servizio 55 F-18C e 6 F-18D.
 Kuwait
- Kuwait Air Force
  - 9º Gruppo Caccia e Attacco (Ahmed al Jaber)
  - 25º Gruppo Caccia e Attacco (Ahmed al Jaber)
  - 61º Gruppo Caccia e Attacco (Ahmed al Jaber)

40 esemplari consegnati (32 F/A-18C e 8 F/A-18D).

vedi Boeing F/A-18E/F Super Hornet
 Malaysia
- Royal Malaysian Air Force
  - 18 Skadron (Butterworth)

8 F/A-18Dn ordinati nel 1993. Sei esemplari saranno aggiornati ad uno standard simile all'F/A-18E per quanto riguarda elettronica ed armamenti.
 Spagna
- Ejército del Aire
  - Escuadron 121 (Torrejon)
  - Escuadron 122 (Torrejon)
  - Escuadron 151 (Zaragoza)
  - Escuadron 152 (Zaragoza)
  - Escuadron 153 (Zaragoza)
  - Escuadron 462 (Gran Canaria)

Nel 1983 furono acquistati 60 F/A-18A monoposto e 12 F/A-18B biposto, consegnati tra dal luglio 1986 all'ottobre 1990. Di questi, già dall’inizio delle consegne, fu avviato un programma per aggiornare 71 cellule alla versione A+ e B+, simile alla versione C e D dell’US Navy. Ulteriori 24 esemplari ex US Navy furono consegnati tra il 1995 ed il 2000. Dal 1993 gli aerei ex US Navy furono portati allo standard EF-18A/B+, mentre tra il 2000 ed il 2009 fu avviato un programma per portare 67 aerei dell'ordine del 1983 allo standard EF-18M.
 Svizzera
- Schweizer Luftwaffe
  - Fliegerstaffel 11 (Meiringen)
  - Fliegerstaffel 17 (Payerne)
  - Fliegerstaffel 18 (Payerne)

26 F/A-18C e 6 F/A-18D ordinati nel 1993, consegnati tra il 1996 e il 1999. 4 esemplari persi tra il 1998 e il 2016.
 Stati Uniti
- United States Navy
  - Naval Air Warfare Center Aircraft Division (Patuxent River) (F/A-18A/B/C/D/E/F, EA-18G, NE/A-18G)
  - Naval Air Weapons Station (China Lake) (F/A-18A/C/D/E/F, EAG-18G, NEA-18G)
  - Navy Flight Demonstration Squadron (F/A-18B/C/D)
  - VFA-2 "Bounty Hunters" (Lemoore - CA) (F/A-18F)
  - VFA-11 "Red Rippers" (Oceana- VA) (F/A-18F)
  - VFC-12 "Fighting Omars" (Oceana- VA) (F/A-18C)
  - VFA-14 "Tophatters" (Lemoore - CA) (F/A-18E)
  - VFA-22 "Fighting Redcocks" (Lemoore - CA) (F/A-18F)
  - VFA-25 "First of the Fleet" (Lemoore - CA) (F/A-18E)
  - VFA-31 "Tomcatters" (Oceana- VA) (F/A-18E)
  - VFA-32 "Swordsmen" (Oceana- VA) (F/A-18F)
  - VFA-34 "Blue Blasters" (Oceana- VA) (F/A-18E)
  - VFA-37 "Bulls" (Oceana- VA) (F/A-18E)
  - VFA-41 "Black Aces" (Lemoore - CA) (F/A-18F)
  - VFA-81 "Sunliners" (Oceana- VA) (F/A-18E)
  - VFA-83 "Rampagers" (Oceana- VA) (F/A-18C)
  - VFA-86 "Sidewinders" (Lemoore - CA) (F/A-18E)
  - VFA-87 "Golden Warriors" (Oceana- VA) (F/A-18E)
  - VFA-94 "Mighty Shrikes" (Lemoore - CA) (F/A-18F)
  - VFA-97 "Warhawks" (Lemoore - CA) (F/A-18E)
  - VFA-103 "Jolly Rogers" (Oceana- VA) (F/A-18E)
  - VFA-105 "Gunslingers" (Oceana- VA) (F/A-18E)
  - VFA-106 (Fleet Replacement Squadron) "Gladiators" (Oceana- VA) (F/A-18A/B/C/D/E/F)
  - VFA-122 (Fleet Replacement Squadron) "Flying Eagles" (Lemoore - CA) (F/A-18F/E)
  - VFA-125 "Desert Outlaws" (Fallon - NV) (F/A-18A/B/C/D/E/F)
  - VFA-131 "Wildcats" (Oceana- VA) (F/A-18E)
  - VFA-136 "Knighthawks" (Lemoore - CA) (F/A-18E)
  - VFA-137 "Kestrels" (Lemoore - CA) (F/A-18E)
  - VFA-143 "Dogs" (Oceana- VA) (F/A-18E)
  - VFA-146 "Blue Diamonds" (Lemoore - CA) (F/A-18E)
  - VFA-151 "Vigilantes" (Lemoore - CA) (F/A-18E)
  - VFA-154 "Black Knights" (Lemoore - CA) (F/A-18F)
  - VFA-192 "Tophatters" (Lemoore - CA) (F/A-18E)
  - VFA-204 "River Ratters" (New Orleans - LA) (F/A-18A+)
  - VFA-211 "Checkmates" (Oceana- VA) (F/A-18F)
  - VFA-213 "Black Lions" (Oceana- VA) (F/A-18F)

Gli ultimi esemplari operativi dei "Legacy Hornet" sono stati ritirati dal servizio il 1º febbraio 2019, lasciando attivi solo gli F/A-18A+ utilizzati dai reparti della riserva nel ruolo di aggressor.
- United States Marine Corps
  - VMFAT-101 "Sharpshooters" (Miramar - CA) (F/A-18A/B/C/D)
  - VMFA-112 "Cowboys" (Beaufort - SC) (F/A-18A/B)
  - VMFA-115 "Silver Eagles" (Beaufort - SC) (F/A-18A+)
  - VMFA(AW)-226 "Flying Bengals" (Beaufort - SC) (F/A-18D)
  - VMFA-232 "Red Devils" (Miramar - CA) (F/A-18C)
  - VMFA-251 "Thunderbolts" (Beaufort - SC) (F/A-18C/D)
  - VMFA-312 "Checkerboards" (Beaufort - SC) (F/A-18C)
  - VMFA-323 "Death Rattlers" (Miramar - CA) (F/A-18C)
  - VMFA(AW)-533"Thunderbolts" (Beaufort - SC) (F/A-18D)

Sessanta dei circa 180 esemplari in organico a giugno 2024, riceveranno un aggiornamento che li porterà ad uno standard simile agli F/A-18E/F, che gli consentira di rimanere in servizio fino ad almeno il 2030.
- NASA
  - Armstrong Flight Research Center (Edwards - CA) (F/A-18A/B)
- Air USA

46 tra monoposto e biposto sono stati acquistati dai surplus della RAAF australiana e saranno utilizzati come aerei aggressor.

## Impiego operativo

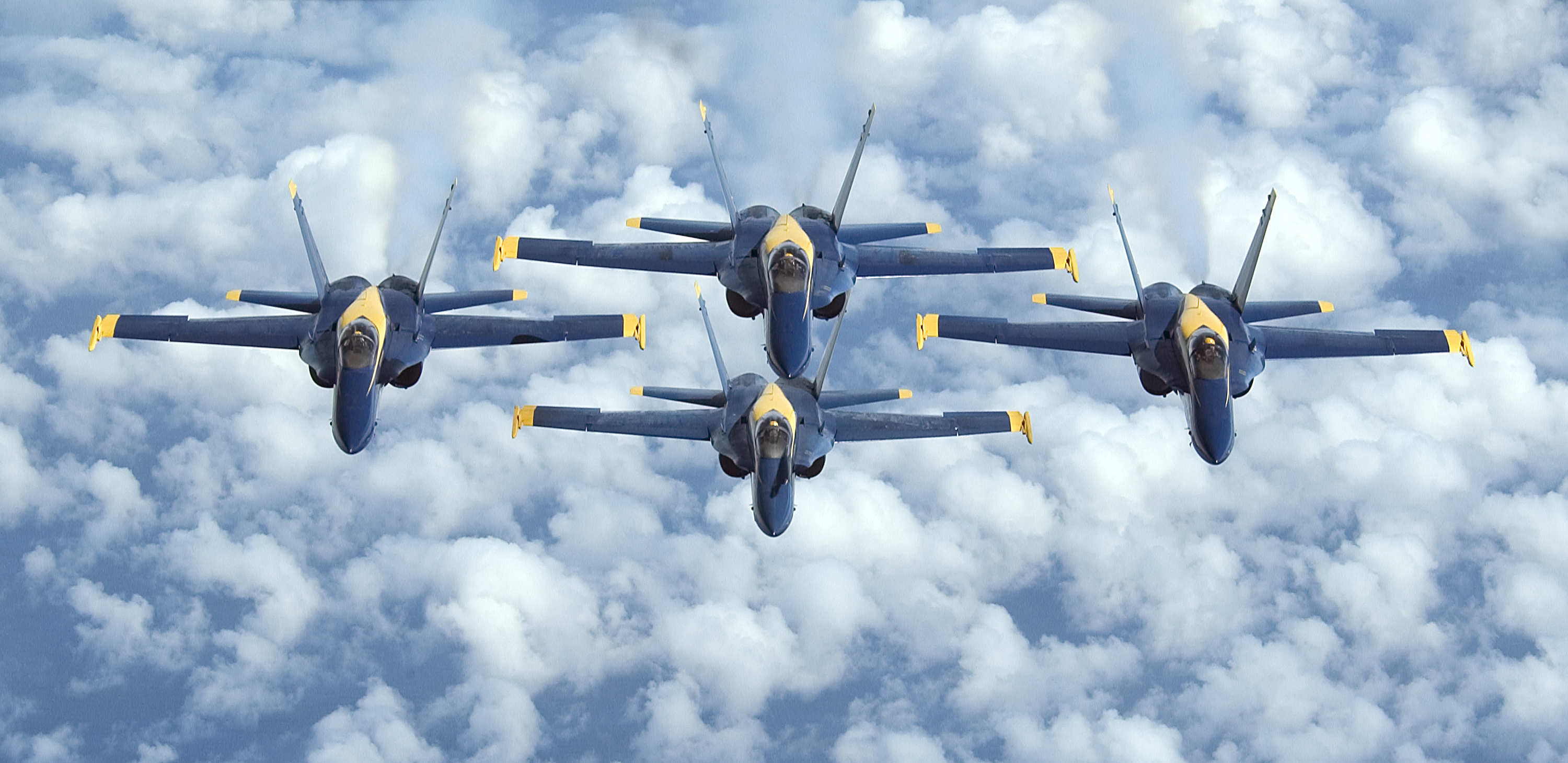
Gli F/A-18 Hornet del team dimostrativo Blue Angels in formazione a diamante

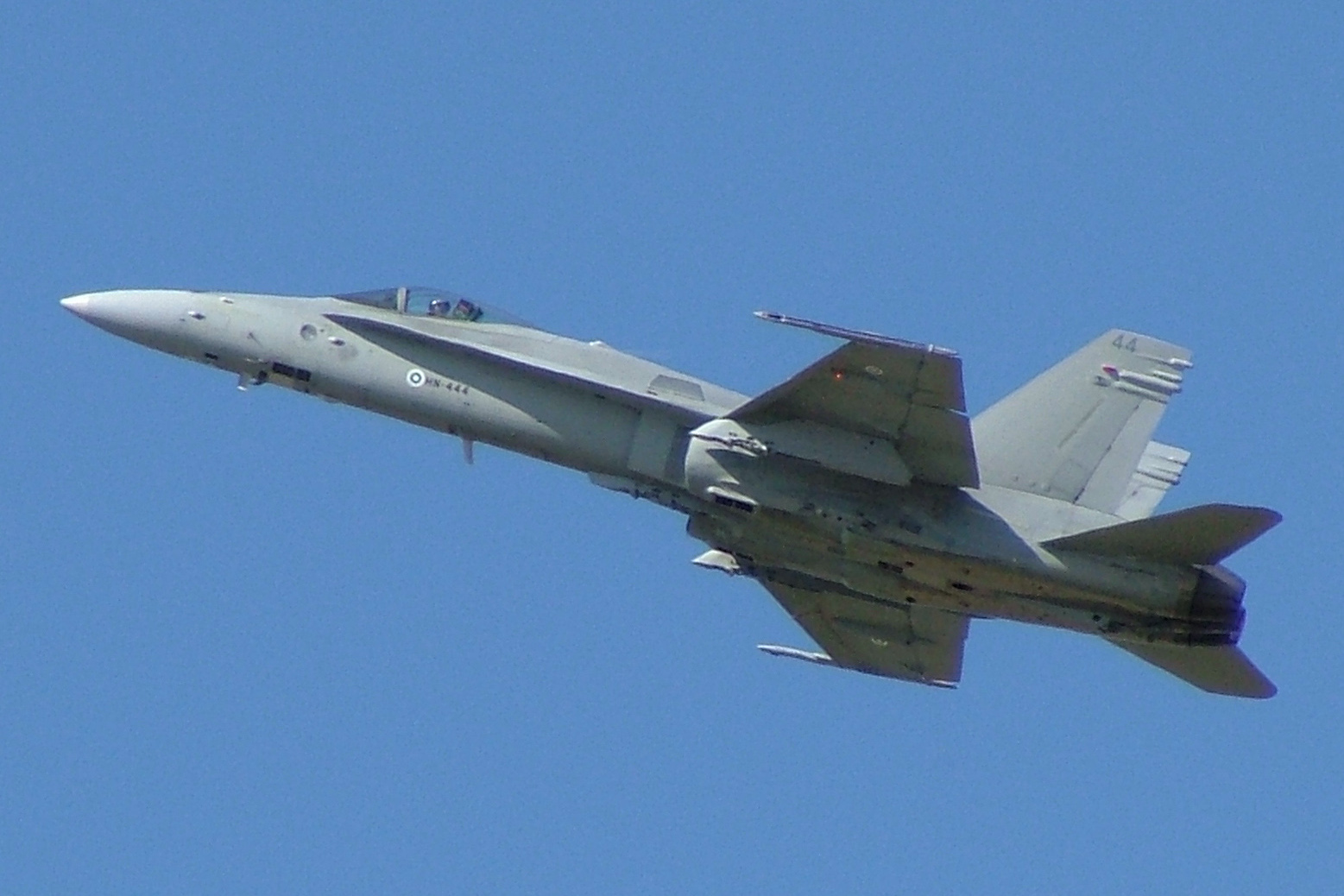
Un F-18C delle forze aeree finlandesi al RIAT 2005

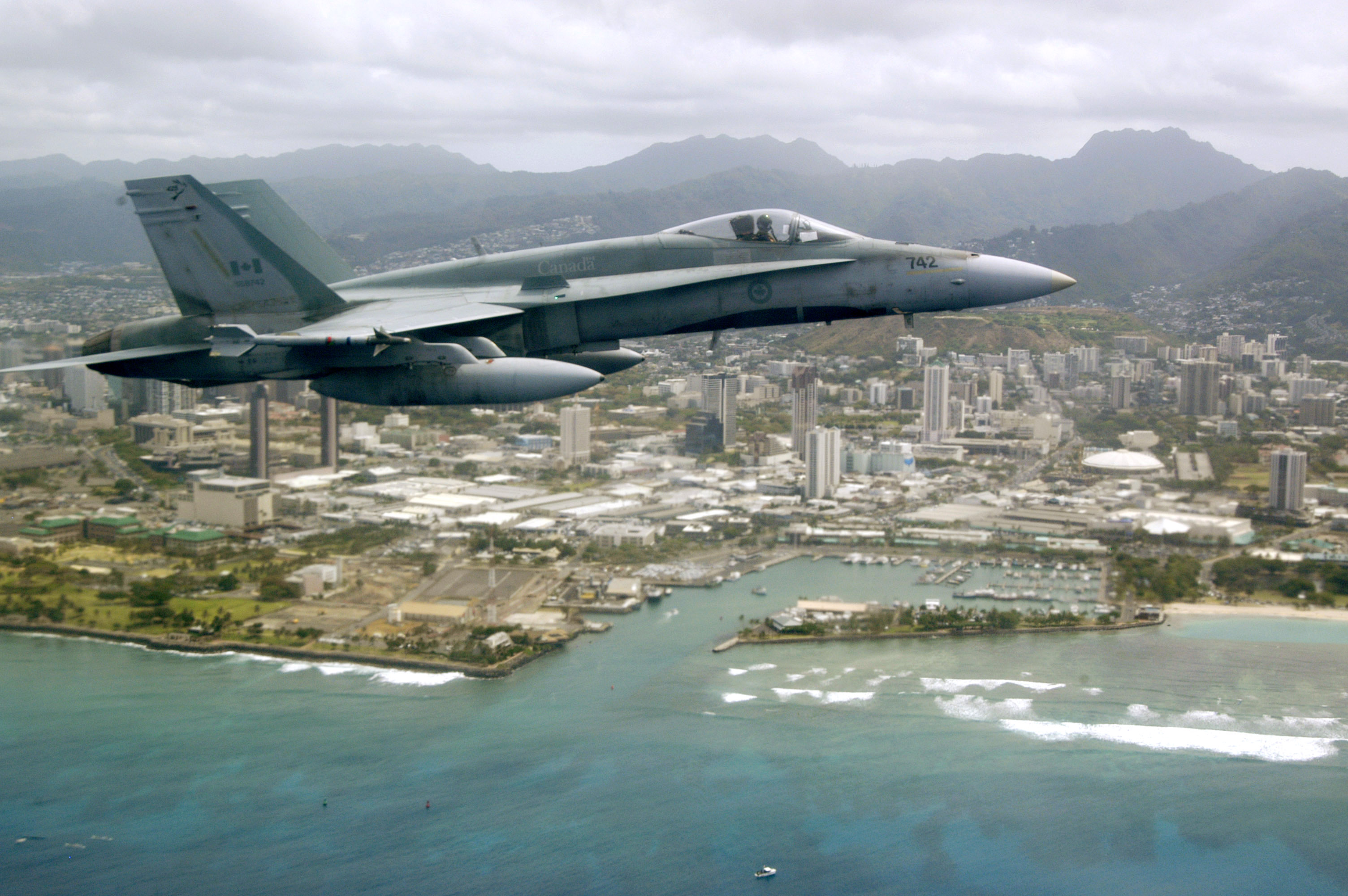
F/A-18 Hornet canadese

- 1986: nel loro battesimo del fuoco gli F/A-18 Hornet distrussero postazioni radar e missilistiche libiche negli scontri di marzo (operazione Attain Document) e aprile (operazione El Dorado Canyon)
- 1991: nella Guerra del Golfo vennero impiegati come bombardieri assieme ad esemplari del Canadian Forces Air Command.
- 1999: nell'Operazione Southern Watch vennero impiegati dalla US Navy e dallo USMC
- 1999: nell'Operazione Allied Force vennero impiegati dal Canada e dalla Spagna
- 2001: nell'Operazione Enduring Freedom
- 2003: nell'Operazione Iraqi Freedom

I circa 160 velivoli usati dimostrarono una grande efficacia, precisione nei bombardamenti ed in 5 casi riuscirono a rientrare alla base dopo esser stati colpiti da un missile a guida infrarossi.
Il loro difetto fu individuato nel raggio d'azione, insufficiente per la maggior parte delle missioni.
Nella prima notte di guerra, il 17-1-1991, il primo velivolo alleato ad essere abbattuto fu un F/A-18C della Marina USA in missione SEAD con 2 missili AGM-88 HARM antiradar a bordo, il cui pilota, LCDR (Lieutenant Commander) Michael Scott Speicher, inizialmente considerato il primo caduto della coalizione, divenne l'unico soldato alleato rimasto disperso in azione dopo la fine della guerra. Per diversi anni la verità sull'abbattimento è stata nascosta, mettendola in lista con le altre attribuite ad un generico SAM a guida radar, poi identificato come SA-6 o SA-3. Trattandosi di un grosso SAM a guida radar veniva detto che il caccia era stato polverizzato in cielo, il pilota ucciso istantaneamente. La verità è che l'abbattimento restava un mistero visto che nella zona dove l'F/A-18C è stato colpito non era segnalata nessuna attività missilistica antiaerea irachena, né dagli aerei AWACS né da altri equipaggi. Subito dopo la fine della guerra una squadra di ricerca statunitense arrivata sul posto individuò il relitto ancora ragionevolmente integro e riconoscibile, tranne il cockpit che era stato rimosso. Un rapporto non classificato della CIA del 2001 dichiarò che l'aereo di Speicher era stato abbattuto da un missile lanciato da un aereo Iracheno, probabilmente il MiG-25 pilotato dal Tenente Zuhair Dawood dell'84º squadrone della Iraqi Air Force. Il cadavere di Speicher, che si eiettò dall'aereo ma non sopravvisse al lancio, venne recuperato solo nel 2009.
Uno scontro degno di nota avvenne il primo giorno di combattimento dell'Operazione Desert Storm, quando due Hornet statunitensi ottennero altrettante vittorie aeree contro aerei iracheni inizialmente considerati MiG-29 e poi identificati correttamente come MiG-21. Il tenente Nick Mongilio e il comandante (ora ammiraglio) Mark Fox, decollati dalla portaerei USS Saratoga (CV-60) per bombardare un aeroporto nell'Iraq sudoccidentale con a bordo ciascuno quattro bombe da 2000 libbre, furono informati da un AWACS Grumman E-2C dell'approssimarsi dei MiG-21. Gli Hornet li abbatterono senza dover sganciare il carico e, terminato il combattimento, terminarono regolarmente la missione di attacco facendo poi ritorno sulla Saratoga. Mongilio e Fox divennero così i primi piloti ad eseguire un combattimento aria-aria e finalizzare poi la loro originaria missione aria-suolo.
A differenza dei più celebrati F-14, F-15 e F-16, l'F/A-18 non è molto amato dal pubblico del mondo dell'aviazione: nelle guerre a cui ha partecipato ha sempre svolto il ruolo di "trasporto bombe" e ha al suo attivo un modesto scambio aria-aria di 2:1 che sicuramente non gli rende giustizia, ma che difficilmente sarà modificato negli anni a venire vista la mancanza di nemici con un'aviazione militare. Da poco tempo nell'F/A-18 è stato inserito uno strumento che permette all'aereo di ritornare autonomamente in volo livellato nel momento in cui il pilota dovesse andare in G-LOC per l'eccesso di carico G.

## L'F/A-18 Hornet nella cultura di massa
- In ambito cinematografico l'Hornet compare nei film Godzilla (dove sono erroneamente denominati F-19 a causa di un errore di doppiaggio), Independence Day, The Rock, Behind Enemy Lines, Sotto il segno del pericolo, Cloverfield, L'ultima alba, Tranformers 3, Il domani che verrà, trappola in alto mare e Top Gun: Maverick
- In ambito televisivo, si è visto spesso in alcune puntate del telefilm JAG - Avvocati in divisa
- In ambito letterario, il libro Fortezze dei mari di Tom Clancy contiene delle monografie dei principali aviogetti imbarcati dell'US Navy
- In ambito videoludico, l'F/A-18 compare nei simulatori di volo Microsoft Flight Simulator X (dove è scaricabile tramite la DLC Acceleration Pack), Strike fighters flight simulator (scaricabile tramite DLC) e in DCS World (come add-on a pagamento). Compare inoltre nei videogiochi Carrier Air Wing, Aero Fighters, Battlefield 3, Battlefield 2, Air Combat, Tom Clancy's H.A.W.X., F/A-18 Interceptor, War Thunder e nella serie Ace Combat.